# Герб Барвінківського району
Герб Барвінківського райо́ну — офіційний символ Барвінківського району Харківської області, затверджений рішенням сесії районної ради від 25 жовтня 2002 року.

## Опис
Щит із золотою облямівкою перетятий і напіврозтятий вузькими золотими смугами. На верхньому зеленому полі золотий ріг достатку з плодами і квітами та кадуцей у косий хрест; на другому лазуровому золотий козак зі списом; на третьому золотому лазурова квітка барвінку. Друге і третє поля розділяє золотий колосок.